# Sahl al-tustari
Sahl ibn 'Abdallâh al-Tustarī (n. 818 d.Hr., Shushtar⁠(d), Iran – d. 896 d.Hr., Basra, Irak) a fost un savant musulman persan, mistic islamic și profesor de sufism. Este considerat unul dintre misticii importanți ai sufismului timpuriu și îi sunt atribuite multe formulări fundamentale pentru doctrina islamică. Sahl al-Tustarī este renumit datorită cărții Tafsīr al-Qu’rān, care cuprinde interpretări și comentarii ale Coranului care au fost formulate oral de Sahl al-Tustarī și consemnate în scris ulterior. Conform Enciclopediei Britannica, Sahl al-Tustarī a fost fondatorul Școlii Sālimīyah. Denumirea acestei școli a venit de la numele unui discipol al lui Sahl al-Tustarī, Muḥammad ibn Sālim .
În „La pratique du soufisme: quatorze petits traités”, Najm ad-Dīn Kubrā a scris: “Sahl al-Tustarī a spus: Sufismul înseamnă a fi pur față de murdărie, a se umple de meditație și a se elibera în direcția către Dumnezeu.”

## Inițierea în sufism a lui Sahl al-Tustarī și cunoștințele lui din alte domenii
În studiul cu privire la Sahl al-Tustarī (studiu care însoțește traducerea în limba engleză a cărții Tafsīr al-Qu’rān al-‘azim) cercetătoarea Annabel Keeler a menționat că Sahl al-Tustarī a fost inițiat în sufism de unchiul său Muḥammad b. Sawwār, care i-a oferit lui Sahl al-Tustarī și o anumită învățătură cu privire la exegeza Coranului și hadīthului. În studiul care însoțește traducerea autoarea afirmă: „Chiar ca și copil, Tustarī  a arătat o înclinație puternică pentru a urma o viață ascetică, solitară și contemplativă.” Sahl al-Tustarī a devenit ulterior discipolul lui Dhū'l-Nūn al-Misrī. Annabel Keeler a menționat că Sahl al-Tustarī a avut cunoștințe de alchimie și a considerat că erau patru domenii ale cunoașterii: al-tibb (medicina), al-nijāma (astronomie/astrologia), al-diyāna (religia) și al-kīmiyā' (chimia/alchimia). Annabel Keeler menționează că printre lucrările atribuite lui al-Tustarī este și o hartă astrologică, dar aceasta nu s-a păstrat. 
	După moartea lui Dhū'l-Nūn al-Misrī, în 860, Sahl al-Tustarī a început să predea în mod public unui număr mare de adepți. A fost nevoit să părăsească orașul natal, Tustar, la un anumit moment între 876 și 877 și a plecat la Basra împreună cu discipolii lui.

## Sahl al-Tustarī – Profesor de sufism. Discipolii lui Salh al-Tustarī
În articolul „The so-called Risāt al-hurūf  (Epistle on Letters) ascribed to Sahl al-Tustari and Letter Mysticism in al-Andalus”, autorii Sara Sviri și Michael Ebstein au menționat că Sahl al-Tustarī a fost activ ca profesor de sufism în perioada 860 – 876 în orașul natal, Tustar, dar apoi a fost forțat să părăsească acest oraș și s-a mutat în Basra. În acest oraș a avut mulți discipoli. Conform autorilor acestui articol „Învățăturile lui Sahl s-au transmis în principal prin operele discipolilor. Printre aceste opere este comentariul Coranului, Tafsīr al-Qur'ān, care, fără nici o îndoială, reprezintă învățăturile autentice ale lui Sahl, care au fost adunate de câțiva dintre cei mai proeminenți discipoli ai lui”
	Conform cărții „The Cambridge Companion to the Qu'rān”,discipolii lui Sahl al Tufsarī au fost:  'Abdallah Muhammad b. Ahmad b. Salim al-Basri și Mansur al-Hallaj. În această carte, autoarea Jane Dammen Mc Auliffe a menționat că “Folosirea cuvântului «discipol» mai degrabă decât «student» subliniază statutul lui al-Tustari de ascet carismatic. Prin cultivarea disciplinei spirituale precum postul și rugăciunea prelungită, el a ajuns la unele experiențe spirituale profunde care au trasat dezvoltarea lui intelectuală. Surse ulterioare au relatat evenimente miraculoase în viața lui al-Tustari, animale sălbatice și periculoase care l-au vizitat și viziuni și extaz, pe care le-a experimentat.”
	Faptul că Sahl al-Tustarī a fost profesorul lui Mansur al-Hallaj este menționat și în „New  Encyclopedia of Islam”, carte scrisă de Cyrill Glasse și Huston Smith. Mansur al-Hallaj a fost un mistic musulman foarte renumit, scriitor și profesor de sufism, care a murit ca martir. William Shepard a scris în materialul adițional al manualului „Introducere în islam” că „Al-Hallaj s-a născut în sudul Iranului, a călătorit la Basra, l-a frecventat pe Sahl al-Tustari, un altul dintre sufi timpurii renumiți. De aici a plecat la Bagdad, unde l-a frecventat pe al-Junayd și pe alți maeștri sufi. S-a căsătorit cu fiica unui Sufi.”
	Conform cercetătoarei Annabel Keeler, discipolii lui Sahl al-Tustarī au fost  Muhammad b. Salim, Ahmad b. Salim, Abū Bakr al-Sijzī, ‘Umar b. Wāsil al’Anabarī, Husayn b. Mansūr al-Hallaj, Hasan b. Khalaf al-Barbanān și Abū Muhammad b. Husayn al-Jurayrī.	

## Comentariile Coranului realizate de Sahl al-Tustarī
Cartea “Tafsīr al-Qur'ān” a apărut cu titlul „Tafsīr al-Tustarī”, autor Sahl b. 'Abd Allāh al- Tustarī și a fost tradusă pentru prima dată în engleză de către Annabel Keeler și Ali Keeler.  „Tafsīr  al-Qur'ān” este considerat cel mai timpuriu comentariu al Coranului atribuit unui singur autor. Traducătoarea și cercetătoarea Annabel Keeler a însoțit traducerea cu un studiu foarte valoros și foarte util cu privire la Sahl al-Tustarī. Referitor la „Tafsīr al-Qu’rān al-‘azim”, cercetătoarea Annabel Keeler a menționat că aceasta nu a fost scrisă efectiv de Sahl al-Tustarī, dar cuprinde ceea ce a fost exprimat oral de acesta pentru discipolii lui, iar aceștia au păstrat și transmis mai departe spusele lui. Mai târziu a fost realizată o compilație și au fost scrise spusele lui Sahl al-Tustarī. Annabel Keeler a menționat că doi dintre discipolii lui al-Tustarī par să fie antologatorii principali întrucât sunt menționați des. Este vorba de Abū Bakr al-Sijzī și ‘Umar b. Wāsil. „Tafsīr al-Qu’rān al-‘azim” cuprinde comentarii la versete din toate sūrele Coranului, sunt comentarii la 1000 de versete. În afară de „Tafsīr al-Qu’rān al-‘azim”, Annabel Keeler menționează “trei antologii ale spuselor lui Sahl al-Tustarī, care sunt păstrate într-un manuscris din Biblioteca Köprülü din Istanbul, MS, nr. 727 (datat secolul șapte AH). Acestea sunt intitulate Kitāb al-sharh wa’l-bayān li-mā askhala min kalām sahl (´Explicarea și elucidarea unor aspecte dificile ale doctrinei lui Sahl´); Kitāb al-Mu’ārda wa’l-radd’ālā ahl al-firāg wa ahl al-da’āwā fi’l-ahwāl...; Kalimāt al-imām al-rabbānī Sahl b. ‘Abd Allāh al-Tustarī (´Spusele îndrumătorului nostru Sahl b. ‘Abd Allāh al-Tustarī´).”